# Richard Guy (cầu thủ bóng đá)
Richard William Guy (4 tháng 8 năm 1877 – 1938) là một cầu thủ bóng đá người Anh thi đấu ở vị trí outside right cho Bradford City và Leeds City ở Football League.

## Đời sống cá nhân
Guy nằm trong danh sách của dự bị đặc biệt vào tháng 3 năm 1908 và phục vụ một năm tại Mặt trận phía Tây ở Duke of Lancaster's Own Yeomanry trong Thế chiến thứ nhất.

## Thống kê sự nghiệp
| Câu lạc bộ          | Mùa giải            | Giải vô địch        | Giải vô địch | Giải vô địch | Cúp FA | Cúp FA | Tổng | Tổng |
| Câu lạc bộ          | Mùa giải            | Hạng đấu            | Trận         | Bàn          | Trận   | Bàn    | Trận | Bàn  |
| ------------------- | ------------------- | ------------------- | ------------ | ------------ | ------ | ------ | ---- | ---- |
| Leeds City          | 1908–09             | Second Division     | 18           | 3            | 4      | 1      | 22   | 4    |
| Tổng cộng sự nghiệp | Tổng cộng sự nghiệp | Tổng cộng sự nghiệp | 18           | 3            | 4      | 1      | 22   | 4    |